# Bayanchandmanĭ
Bayanchandmanĭ (mongoliska: Баянчандмань Сум, Баянчандмань, Bayanchandmanĭ Sum) är ett distrikt i Mongoliet.   Det ligger i provinsen Töv, i den centrala delen av landet, 60 km nordväst om huvudstaden Ulaanbaatar.